# 해리 애머스
해리 아마스(영어: Harry Amass, 2007년 3월 16일~)는 잉글랜드의 축구 선수로, 현재 맨체스터 유나이티드에서 수비수로 뛰고 있다.

## 클럽 경력
아마스는 9살의 나이에 왓포드에 입단하였으며, 2023년 1월, 15세의 나이에 처음으로 1군 스쿼드에 포함되었다. 그는 FA컵 3라운드에서 레딩을 상대로 한 챔피언십 경기에 교체 명단에 이름을 올렸으나, 2023년 1월 7일 왓포드가 2-0으로 패배한 원정 경기에서 출전하지는 않았다.  
2023년 3월, 영국 신문 이브닝 스탠다드는 프리미어리그의 맨체스터 유나이티드가 아마스와 계약을 맺기 위해 첼시를 제치고 협상을 마무리하고 있다고 보도했다. 왓포드는 그 다음 달에 아마스에게 새로운 계약을 제안했으나, 같은 해 6월 맨체스터 유나이티드와 4년 계약을 체결하였다는 소식이 전해졌으며, 이적을 위한 보상금 합의는 클럽들 간에 진행 중이었다. 이 이적은 2023년 8월 맨체스터 유나이티드에 의해 공식적으로 확인되었다.
아마스는 2024년 2월 맨체스터 유나이티드 1군 훈련에 처음으로 소집되었다. 같은 해 4월 7일, 리버풀을 상대로 한 경기에서 맨체스터 유나이티드의 교체 명단에 처음으로 이름을 올렸으나 경기에 출전하지는 않았다.